# 치타 (침팬지)

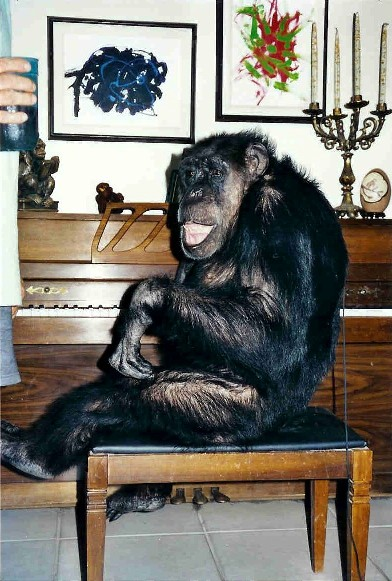

치타(Cheeta)는 1930년대부터 제작된 타잔 영화 시리즈에 타잔의 동료로 등장하는 침팬지 캐릭터이다. 치타는 영화로 제작하면서 등장하기 시작한 캐릭터로, 에드거 라이스 버로스의 원작 소설에는 원숭이 은키마(Nkima)가 등장할 뿐 치타는 없다.

## 연기자
R. D. Rosen에 따르면, 치타를 연기한 동물은 한 영화 안에서도 여럿이었다. 이 중에는 타잔 영화 중 가장 오래된 두 편의 영화에 출연한 수컷 침팬지 지그스(Jiggs)가 있다.
2008년 기준으로 캘리포니아주 팜 스프링에 있는 치타라는 이름의 침팬지는 1932년에 태어났으며 많은 영화에 출연했다고 주장되지만, R. D. Rosen에 따르면 이 침팬지는 1960년경에 태어났으며 어떤 영화에도 출연하지 않았다.